# Pierwsze damy Stanów Zjednoczonych

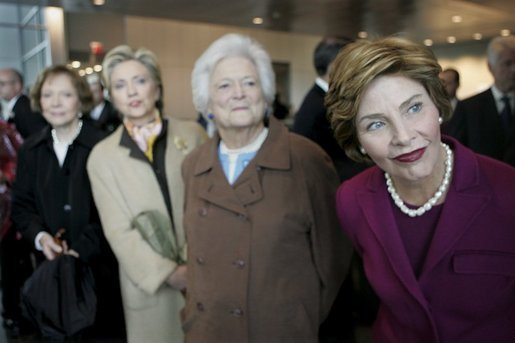
Byłe pierwsze damy Stanów Zjednoczonych (od lewej): Rosalynn Carter, Hillary Clinton, Barbara Bush oraz Laura Bush.

Pierwsza dama Stanów Zjednoczonych – tytuł przyznawany gospodyni Białego Domu.
Stanowisko to tradycyjnie pełnione jest przez żonę urzędującego prezydenta Stanów Zjednoczonych, choć w historii zdarzało się, że tytułem tym określano kobiety niebędące żonami prezydentów, np. jeśli prezydent był kawalerem albo wdowcem, albo w przypadku, gdy małżonka urzędującej głowy państwa nie była w stanie pełnić obowiązków pierwszej damy. Nie jest to stanowisko wybieralne, ani nie wiąże się z żadnymi oficjalnymi obowiązkami lub wynagrodzeniem. Niemniej jednak, pierwsza dama bierze udział w wielu oficjalnych ceremoniach oraz reprezentuje państwo zarówno z prezydentem, jak i bez niego. Tradycyjnie, pełniąc tę funkcję małżonka prezydenta nie pracuje zawodowo. Za organizację oraz prawidłowy przebieg uroczystych wydarzeń, które mają miejsce w Białym Domu odpowiedzialny jest urząd pierwszej damy Stanów Zjednoczonych. Pierwszej damie podlega specjalny personel, w tym m.in. specjalny sekretariat ds. socjalnych, szef personelu Białego Domu, sekretarz prasowy, szef ds. dekoracji kwiatowych oraz szef kuchni. Urząd pierwszej damy jest częścią Executive Office of the President.
Według danych Białego Domu oraz National First Ladies Library w historii Stanów Zjednoczonych było czterdzieści sześć pierwszych dam, choć tytuł ten nosiło jedynie czterdzieści pięć kobiet. Sprzeczność wynika z tego, że Grover Cleveland pełnił funkcję prezydenta dwukrotnie, ale kadencje nie następowały bezpośrednio po sobie, więc chronologicznie był on dwudziestym drugim oraz dwudziestym czwartym prezydentem Stanów Zjednoczonych, w związku z czym jego żona, Frances Cleveland, również liczona jest podwójnie.
Jako pierwsza, obowiązki pierwszej damy Stanów Zjednoczonych pełniła Martha Washington, małżonka George’a Washingtona. Prezydenci John Tyler oraz Woodrow Wilson żenili się powtórnie w czasie trwania swoich kadencji, w związku z czym, zarówno ich pierwsze, jak i drugie żony uzyskiwały tytuł pierwszej damy. Małżonki czterech prezydentów zmarły przed zaprzysiężeniem ich mężów na urząd prezydenta, jednakże nadal uznawane są za oficjalne pierwsze damy przez Biały Dom oraz National First Ladies’ Library, wśród nich są: Martha Jefferson, żona Thomasa Jeffersona; Rachel Jackson, żona Andrew Jacksona; Hannah Van Buren, żona Martina Van Burena oraz Ellen Arthur, żona Chestera Arthura.

## Pochodzenie tytułu
We wczesnym okresie istnienia Stanów Zjednoczonych nie istniał żaden zwyczajowy tytuł, którym zwracano się do małżonki urzędującego prezydenta. Wiele gospodyń Białego Domu nazywanych było zgodnie z ich własnym życzeniem np. Martha Washington preferowała tytuł „pani Washington”, Abigail Adams – „pani prezydent”, Dolley Madison – „królowa Dolley”, a Mary Todd Lincoln – „pani prezydent Lincoln”.
Zgodnie z powszechnym przekonaniem, najwcześniej tytułu „pierwsza dama”, użył prezydent Zachary Taylor, który w swojej przemowie na pogrzebie Dolley Madison w 1849 r. miał o niej powiedzieć: „Nigdy nie zostanie zapomniana, ponieważ, zaprawdę, przez pół wieku była naszą pierwszą damą”. Wyrażenie to, z biegiem czasu, zaczęło być coraz częściej stosowane w waszyngtońskich kręgach społecznych.
Jako pierwsza tytułu „pierwszej damy” używała, pełniąca obowiązki gospodyni Białego Domu, siostrzenica piętnastego prezydenta Stanów Zjednoczonych Jamesa Buchanana, Harriet Lane. Najstarszym pisemnym świadectwem zastosowania tytułu „pierwsza dama” wobec żony prezydenta jest artykuł z 1860 r., zamieszczony w gazecie Leslie’s Illustrated Newspaper.

## Pierwsze damy Stanów Zjednoczonych
| Pierwsza dama Stanów Zjednoczonych | Pierwsza dama Stanów Zjednoczonych | Pierwsza dama Stanów Zjednoczonych                                          | Data zawarcia małżeństwa | Data uzyskania tytułu | Data utraty tytułu   | Prezydent                 |
| ---------------------------------- | ---------------------------------- | --------------------------------------------------------------------------- | ------------------------ | --------------------- | -------------------- | ------------------------- |
| 1                                  | Martha Washinton                   | Martha Custis Washington z domu Dandridge (ur. 1731, zm. 1802)              | 6 stycznia 1759          | 30 kwietnia 1789      | 4 marca 1797         | George Washington         |
| 2                                  | Abigail Adams                      | Abigail Adams z domu Smith (ur. 1744, zm. 1818)                             | 25 października 1764     | 4 marca 1797          | 4 marca 1801         | John Adams                |
| 3                                  | Martha Jefferson Randolph          | Martha Jefferson Randolph z domu Jefferson (ur. 1772, zm. 1836)             | –                        | 4 marca 1801          | 4 marca 1809         | Thomas Jefferson          |
| 4                                  | Dolley Madison                     | Dolley Madison z domu Payne (ur. 1768, zm. 1849)                            | 14 września 1794         | 4 marca 1809          | 4 marca 1817         | James Madison             |
| 5                                  | Elizabeth Monroe                   | Elizabeth Monroe z domu Kortright (ur. 1768, zm. 1830)                      | 16 lutego 1786           | 4 marca 1817          | 4 marca 1825         | James Monroe              |
| 6                                  | Louisa Adams                       | Louisa Adams z domu Johnson (ur. 1775, zm. 1852)                            | 26 lipca 1797            | 4 marca 1825          | 4 marca 1829         | John Quincy Adams         |
| 7                                  | Emily Donelson                     | Emily Donelson z domu Donelson (ur. 1807, zm. 1836)                         | –                        | 4 marca 1829          | 19 grudnia 1836      | Andrew Jackson            |
| 7                                  | Sarah Jackson                      | Sarah Jackson z domu Yorke (ur. 1803, zm. 1887)                             | –                        | 19 grudnia 1836       | 4 marca 1837         | Andrew Jackson            |
| 8                                  | vacant                             | vacant                                                                      | vacant                   | 4 marca 1837          | 4 marca 1838         | Martin Van Buren          |
| 8                                  | Angelica van Buren                 | Angelica Van Buren z domu Singleton (ur. 1818, zm. 1877)                    | –                        | 4 marca 1838          | 4 marca 1841         | Martin Van Buren          |
| 9                                  | Anna Harrison                      | Anna Harrison z domu Symmes (ur. 1775, zm. 1864)                            | 22 listopada 1795        | 4 marca 1841          | 4 kwietnia 1841      | William Henry Harrison    |
| 9                                  | Jane Harrison                      | Jane Harrison z domu Irwin (ur. 1804, zm. 1846)                             | –                        | 4 marca 1841          | 4 kwietnia 1841      | William Henry Harrison    |
| 10                                 | Letitia Tyler                      | Letitia Tyler z domu Christian (ur. 1790, zm. 1842)                         | 29 marca 1813            | 4 kwietnia 1841       | 10 września 1842     | John Tyler                |
| 10                                 | Priscilla Tyler                    | Priscilla Tyler z domu Cooper (ur. 1816, zm. 1889)                          | –                        | 10 września 1842      | 26 czerwca 1844      | John Tyler                |
| 10                                 | Julia Tyler                        | Julia Tyler z domu Gardiner (ur. 1820, zm. 1889)                            | 26 czerwca 1844          | 26 czerwca 1844       | 4 marca 1845         | John Tyler                |
| 11                                 | Sarah Polk                         | Sarah Polk z domu Childress (ur. 1803, zm. 1891)                            | 1 stycznia 1824          | 4 marca 1845          | 4 marca 1849         | James Polk                |
| 12                                 | Margaret Taylor                    | Margaret Mackall Taylor z domu Smith (ur. 1788, zm. 1852)                   | 21 czerwca 1810          | 4 marca 1849          | 9 lipca 1850         | Zachary Taylor            |
| 13                                 | Abigail Fillmore                   | Abigail Fillmore z domu Powers (ur. 1798, zm. 1853)                         | 5 lutego 1826            | 9 lipca 1850          | 4 marca 1853         | Millard Fillmore          |
| 14                                 | Jane Pierce                        | Jane Pierce z domu Appleton (ur. 1806, zm. 1863)                            | 19 listopada 1834        | 4 marca 1853          | 4 marca 1857         | Franklin Pierce           |
| 15                                 | Harriet Lane                       | Harriet Lane (ur. 1830, zm. 1903)                                           | [ h ]                    | 4 marca 1857          | 4 marca 1861         | James Buchanan            |
| 16                                 | Mary Lincoln                       | Mary Todd Lincoln z domu Todd (ur. 1818, zm. 1882)                          | 4 listopada 1842         | 4 marca 1861          | 15 kwietnia 1865     | Abraham Lincoln           |
| 17                                 | Eliza Johnson                      | Eliza Johnson z domu McCardle (ur. 1810, zm. 1876)                          | 17 marca 1827            | 15 kwietnia 1865      | 4 marca 1869         | Andrew Johnson            |
| 18                                 | Julia Grant                        | Julia Grant z domu Dent (ur. 1826, zm. 1902)                                | 22 sierpnia 1848         | 4 marca 1869          | 4 marca 1877         | Ulysses Grant             |
| 19                                 | Lucy Hayes                         | Lucy Hayes z domu Webb (ur. 1831, zm. 1889)                                 | 30 grudnia 1852          | 4 marca 1877          | 4 marca 1881         | Rutherford Hayes          |
| 20                                 | Lucretia Garfield                  | Lucretia Garfield z domu Rudolph (ur. 1832, zm. 1918)                       | 30 grudnia 1852          | 4 marca 1881          | 19 września 1881     | James Garfield            |
| 21                                 | Mary McElroy                       | Mary McElroy (ur. 1841, zm. 1917)                                           | –                        | 19 września 1881      | 4 marca 1885         | Chester Arthur            |
| 22                                 | Rose Cleveland                     | Rose Elizabeth Cleveland (ur. 1846, zm. 1918)                               | –                        | 4 marca 1885          | 2 czerwca 1886       | Grover Cleveland          |
| 22                                 | Frances Cleveland                  | Frances Cleveland z domu Folsom; później Preston (ur. 1864, zm. 1947)       | 2 czerwca 1886           | 2 czerwca 1886        | 4 marca 1889         | Grover Cleveland          |
| 23                                 | Caroline Harrison                  | Caroline Harrison z domu Scott (ur. 1832, zm. 1892)                         | 20 października 1853     | 4 marca 1889          | 25 października 1892 | Benjamin Harrison         |
| 23                                 | Mary Harrison                      | Mary Harrison z domu Harrison (ur. 1858, zm. 1930)                          | –                        | 25 października 1892  | 4 marca 1893         | Benjamin Harrison         |
| 24                                 | Frances Cleveland                  | Frances Cleveland z domu Folsom; później Preston (ur. 1864, zm. 1947)       | 2 czerwca 1886           | 4 marca 1893          | 4 marca 1897         | Grover Cleveland          |
| 25                                 | Ida McKinley                       | Ida McKinley z domu Saxton (ur. 1847, zm. 1907)                             | 25 stycznia 1871         | 4 marca 1897          | 14 września 1901     | William McKinley          |
| 26                                 | Edith Roosevelt                    | Edith Roosevelt z domu Carow (ur. 1861, zm. 1948)                           | 2 grudnia 1886           | 14 września 1901      | 4 marca 1909         | Theodore Roosevelt        |
| 27                                 | Helen Taft                         | Helen Taft z domu Herron (ur. 1861, zm. 1943)                               | 19 czerwca 1886          | 4 marca 1909          | 4 marca 1913         | William Taft              |
| 28                                 | Ellen Wilson                       | Ellen Wilson z domu Axson (ur. 1860, zm. 1914)                              | 19 czerwca 1886          | 4 marca 1913          | 6 sierpnia 1914      | Woodrow Wilson            |
| 28                                 | Margaret Woodrow Wilson            | Margaret Woodrow Wilson (ur. 1886, zm. 1944)                                | –                        | 6 sierpnia 1914       | 18 grudnia 1915      | Woodrow Wilson            |
| 28                                 | Edith Wilson                       | Edith Wilson z domu Bolling (ur. 1872, zm. 1961)                            | 18 grudnia 1915          | 18 grudnia 1915       | 4 marca 1921         | Woodrow Wilson            |
| 29                                 | Florence Harding                   | Florence Kling Harding z domu Kling (ur. 1860, zm. 1924)                    | 8 lipca 1891             | 4 marca 1921          | 2 sierpnia 1923      | Warren Harding            |
| 30                                 | Grace Coolidge                     | Grace Coolidge z domu Goodhue (ur. 1879, zm. 1957)                          | 4 października 1905      | 2 sierpnia 1923       | 4 marca 1929         | Calvin Coolidge           |
| 31                                 | Lou Hoover                         | Lou Hoover z domu Henry (ur. 1874, zm. 1944)                                | 10 lutego 1899           | 4 marca 1929          | 4 marca 1933         | Herbert Hoover            |
| 32                                 | Eleanor Roosevelt                  | Eleanor Roosevelt z domu Roosevelt (ur. 1884, zm. 1962)                     | 17 marca 1905            | 4 marca 1933          | 12 kwietnia 1945     | Franklin Delano Roosevelt |
| 33                                 | Bess Truman                        | Elizabeth Truman z domu Wallace (ur. 1885, zm. 1982)                        | 28 czerwca 1919          | 12 kwietnia 1945      | 20 stycznia 1953     | Harry Truman              |
| 34                                 | Mamie Eisenhower                   | Mamie Eisenhower z domu Doud (ur. 1896, zm. 1979)                           | 1 lipca 1916             | 20 stycznia 1953      | 20 stycznia 1961     | Dwight Eisenhower         |
| 35                                 | Jacqueline Kennedy                 | Jacqueline Lee Kennedy z domu Bouvier, później Onassis (ur. 1929, zm. 1994) | 12 września 1953         | 20 stycznia 1961      | 22 listopada 1963    | John F. Kennedy           |
| 36                                 |                                    | Claudia Johnson z domu Taylor (ur. 1912, zm. 2007)                          | 17 listopada 1934        | 22 listopada 1963     | 20 stycznia 1969     | Lyndon B. Johnson         |
| 37                                 | Pat Nixon                          | Thelma Nixon z domu Ryan (ur. 1912, zm. 1993)                               | 21 czerwca 1940          | 20 stycznia 1969      | 9 sierpnia 1974      | Richard Nixon             |
| 38                                 | Betty Ford                         | Elizabeth Ford z domu Bloomer (ur. 1918, zm. 2011)                          | 15 października 1948     | 9 sierpnia 1974       | 20 stycznia 1977     | Gerald Ford               |
| 39                                 | Rosalynn Carter                    | Eleanor Rosalynn Carter z domu Smith (ur. 1927, zm. 2023)                   | 7 lipca 1946             | 20 stycznia 1977      | 20 stycznia 1981     | Jimmy Carter              |
| 40                                 | Nancy Reagan                       | Nancy Reagan z domu Robbins, Davis (ur. 1921, zm. 2016)                     | 4 marca 1952             | 20 stycznia 1981      | 20 stycznia 1989     | Ronald Reagan             |
| 41                                 | Barbara Bush                       | Barbara Bush z domu Pierce (ur. 1925, zm. 2018)                             | 6 stycznia 1945          | 20 stycznia 1989      | 20 stycznia 1993     | George H.W. Bush          |
| 42                                 | Hillary Rodham Clinton             | Hillary Clinton z domu Rodham (ur. 1947)                                    | 11 października 1975     | 20 stycznia 1993      | 20 stycznia 2001     | Bill Clinton              |
| 43                                 | Laura Bush                         | Laura Bush z domu Welch (ur. 1946)                                          | 5 listopada 1977         | 20 stycznia 2001      | 20 stycznia 2009     | George W. Bush            |
| 44                                 | Michelle Obama                     | Michelle Obama z domu Robinson (ur. 1964)                                   | 3 października 1992      | 20 stycznia 2009      | 20 stycznia 2017     | Barack Obama              |
| 45                                 | Melania Trump                      | Melania Trump z domu Knavs (ur. 1970)                                       | 22 stycznia 2005         | 20 stycznia 2017      | 20 stycznia 2021     | Donald Trump              |
| 46                                 | Jill Biden                         | Jill Biden z domu Jacobs (ur. 1951)                                         | 19 czerwca 1977          | 20 stycznia 2021      | 20 stycznia 2025     | Joe Biden                 |
| 47                                 | Melania Trump                      | Melania Trump z domu Knavs (ur. 1970)                                       | 22 stycznia 2005         | 20 stycznia 2025      |                      | Donald Trump              |

### Żyjące byłe pierwsze damy Stanów Zjednoczonych

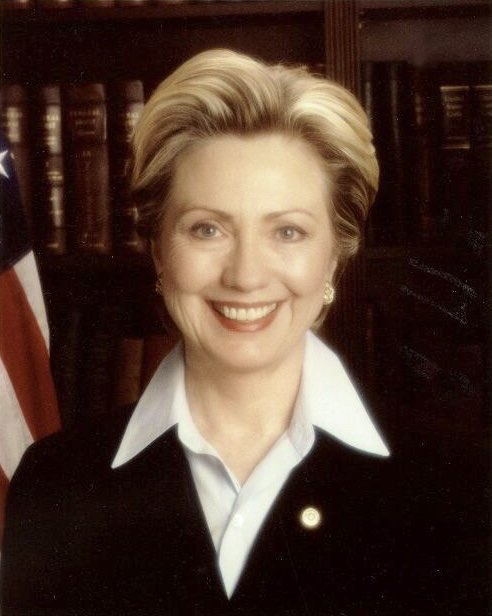
Hillary Clinton (ur. 1947)
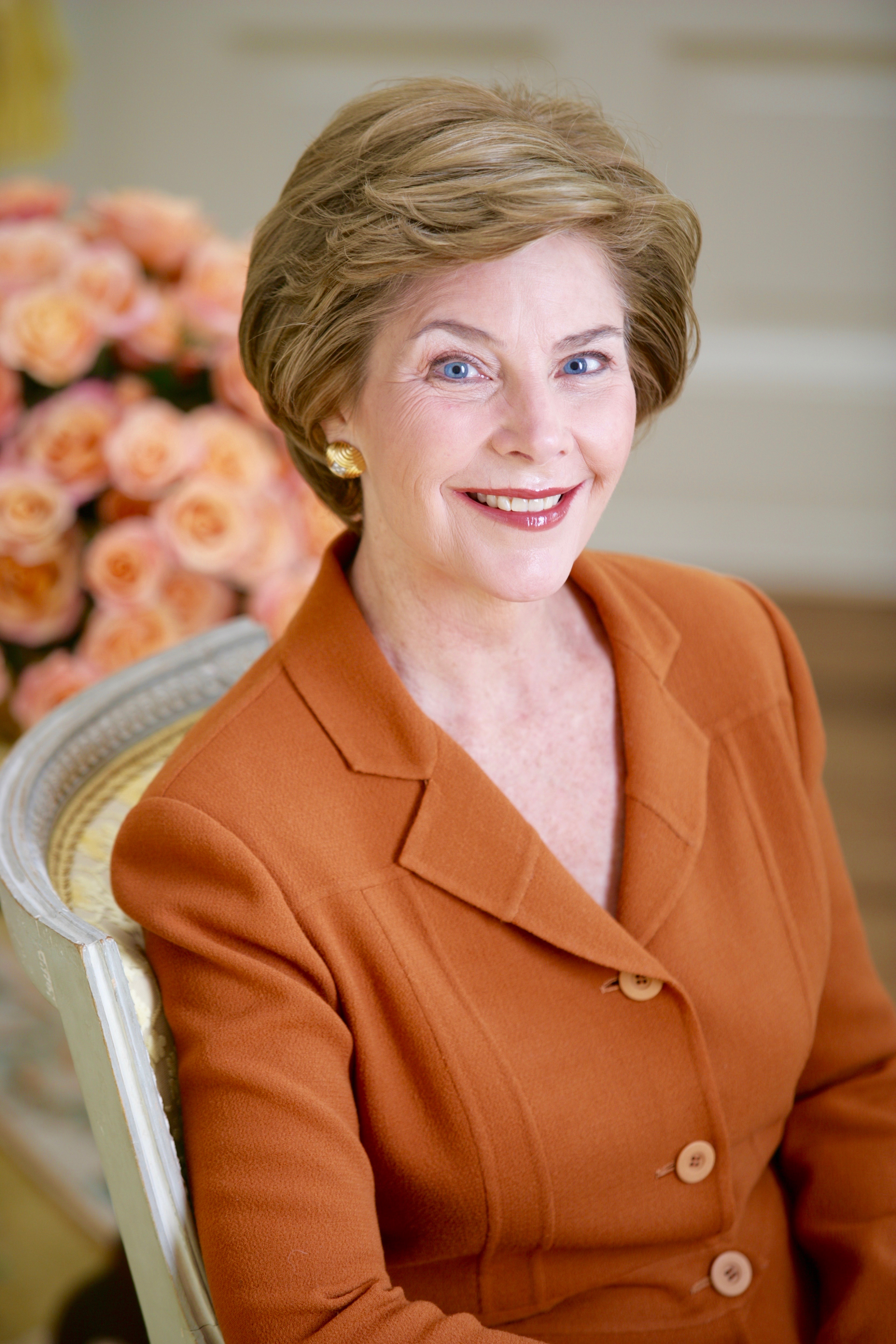
Laura Bush (ur. 1946)
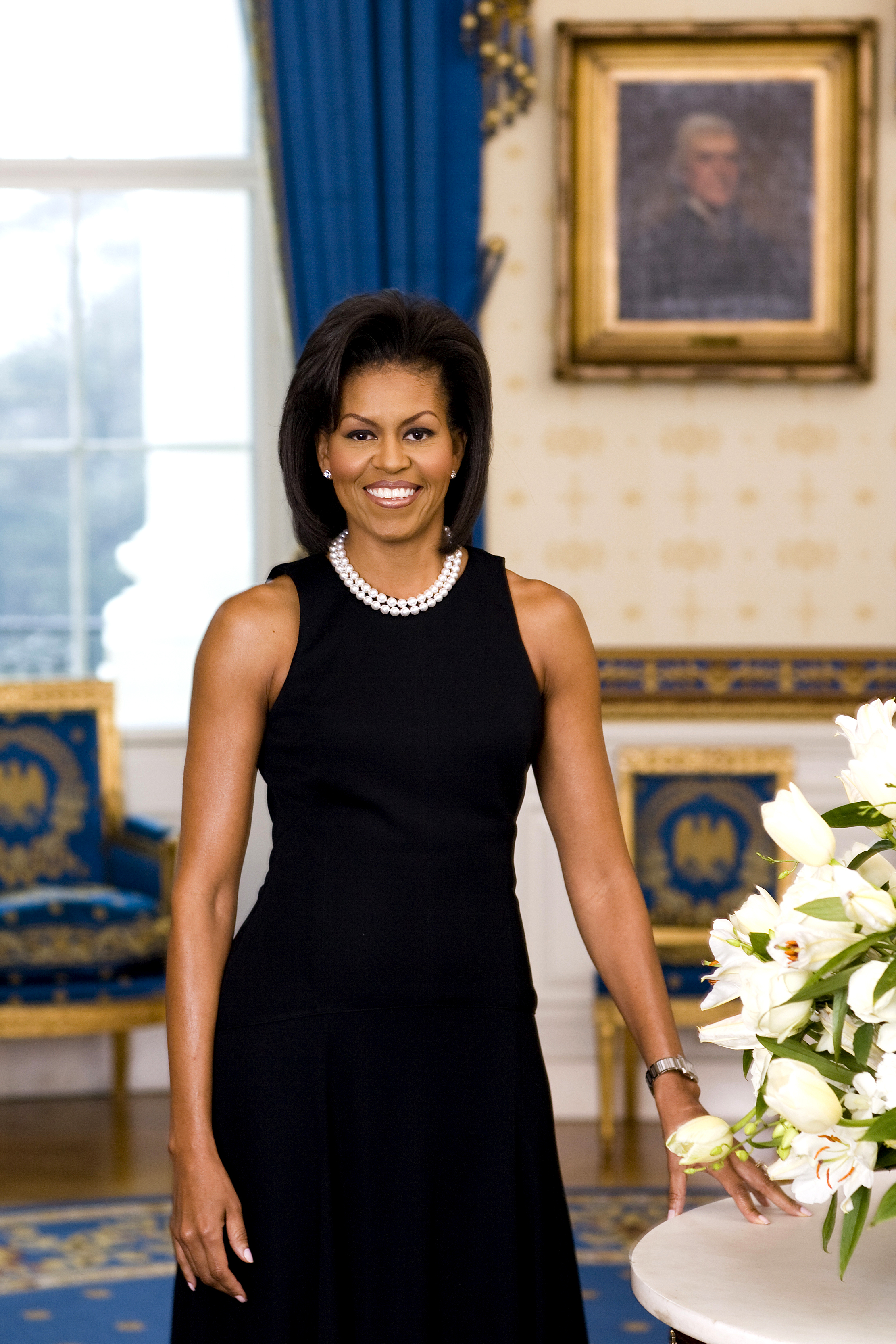
Michelle Obama (ur. 1964)
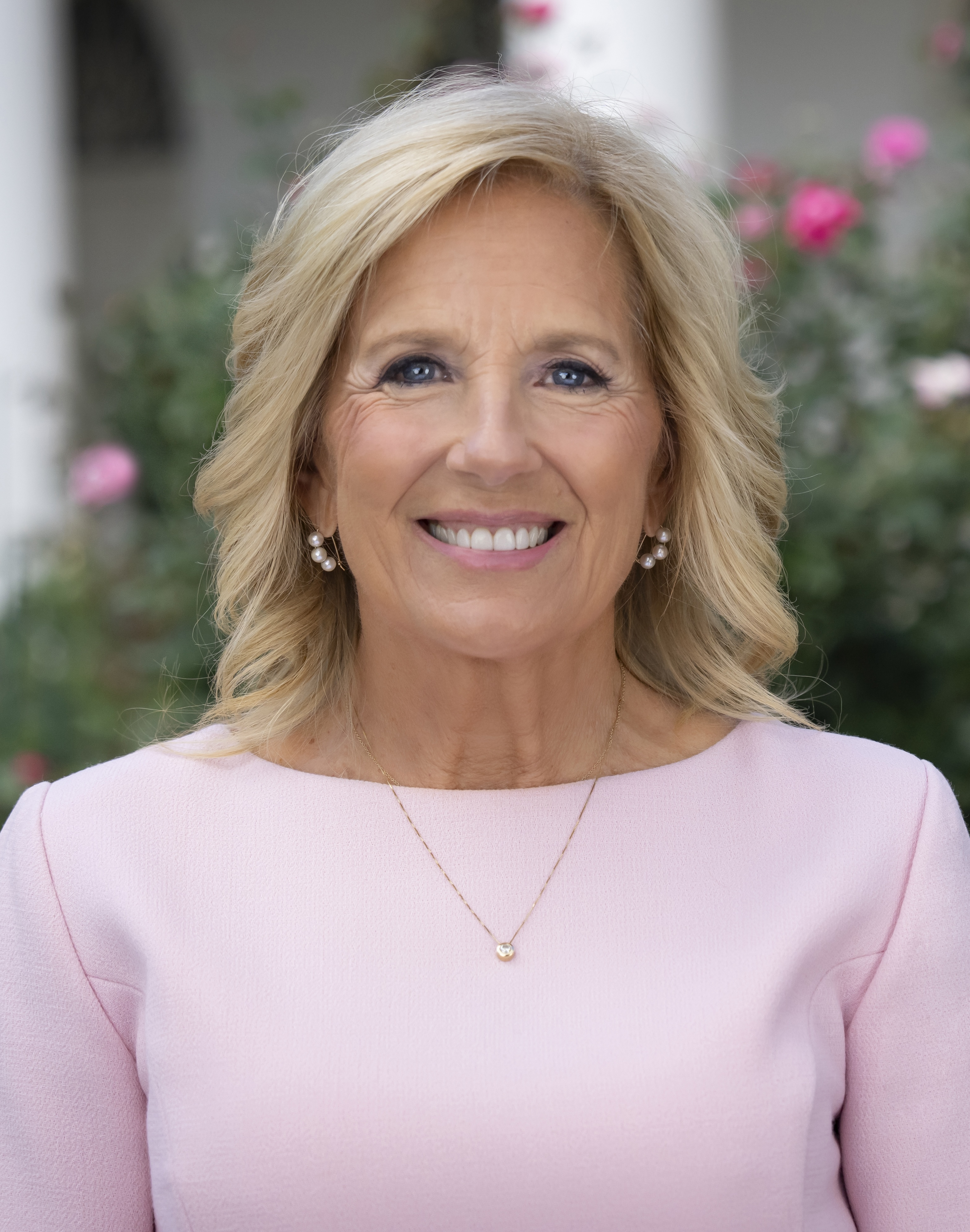
Jill Biden (ur. 1951)

Melania Trump (ur. 1971) była byłą pierwszą damą USA w latach 2021–2025 w trakcie prezydentury Joe Bidena. W 2025 ponownie objęła urząd.